# Abierto Mexicano de Tenis 2024 - Qualificazioni singolare
Le qualificazioni del singolare dell'Abierto Mexicano de Tenis 2024 sono state un torneo di tennis preliminare per accedere alla fase finale. I vincitori dell'ultimo turno sono entrani di diritto nel tabellone principale. In caso di ritiro di uno o più giocatori aventi diritto a questi subentrano gli alternate, coloro che vengono ammessi al tabellone principale a causa dell'assenza di un lucky loser che possa sostituire il giocatore ritirato.

## Teste di serie
1. Flavio Cobolli (qualificato)
2. Aleksandar Vukic (primo turno)
3. Rinky Hijikata (ultimo turno)
4. Yoshihito Nishioka (ultimo turno, lucky loser)

1. James Duckworth (primo turno, ritirato)
2. Aleksandar Kovacevic (qualificato)
3. Thanasi Kokkinakis (primo turno, ritirato)
4. Constant Lestienne (ultimo turno)

## Qualificati
1. Flavio Cobolli
2. Térence Atmane

1. Aleksandar Kovacevic
2. Michael Mmoh

### Lucky loser
1. Yoshihito Nishioka

## Tabellone

### Legenda
| - Q = Qualificato - WC = Wild card - LL = Lucky loser | - ALT = Alternate - SE = Special Exempt - PR = Protected Ranking | - w/o = Walkover - r = Ritirato - d = Squalificato |

### Sezione 1
|  | Primo turno | Primo turno        | Primo turno        | Primo turno | Primo turno |  |  | Ultimo turno | Ultimo turno       | Ultimo turno | Ultimo turno | Ultimo turno |  |
|  |             |                    |                    |             |             |  |  |              |                    |              |              |              |  |
|  | 1           | Flavio Cobolli     | 6                  | 0           | 7           |  |  |              |                    |              |              |              |  |
|  | Alt         | Brandon Holt       | 3                  | 6           | 5           |  |  | 1            | Flavio Cobolli     | 7            | 3            | 6            |  |
|  |             | Liam Broady        | Liam Broady        | 4           | 4           |  |  | 8            | Constant Lestienne | 5            | 6            | 0            |  |
|  | 8           | Constant Lestienne | Constant Lestienne | 6           | 6           |  |  |              |                    |              |              |              |  |

### Sezione 2
|  | Primo turno | Primo turno      | Primo turno      | Primo turno | Primo turno |  |  | Ultimo turno | Ultimo turno   | Ultimo turno | Ultimo turno | Ultimo turno |  |
|  |             |                  |                  |             |             |  |  |              |                |              |              |              |  |
|  | 2           | Aleksandar Vukic | Aleksandar Vukic | 4           | 3           |  |  |              |                |              |              |              |  |
|  |             | Térence Atmane   | Térence Atmane   | 6           | 6           |  |  |              | Térence Atmane | 1            | 6            | 6            |  |
|  | WC          | Zachary Svajda   | 6                | 1           |             |  |  | WC           | Zachary Svajda | 6            | 3            | 3            |  |
|  | 5           | James Duckworth  | 3                | 1           | r           |  |  |              |                |              |              |              |  |

### Sezione 3
|  | Primo turno | Primo turno          | Primo turno | Primo turno | Primo turno |  |  | Ultimo turno | Ultimo turno         | Ultimo turno | Ultimo turno | Ultimo turno |  |
|  |             |                      |             |             |             |  |  |              |                      |              |              |              |  |
|  | 3           | Rinky Hijikata       | 6           | 2           | 6           |  |  |              |                      |              |              |              |  |
|  |             | Shintaro Mochizuki   | 4           | 6           | 4           |  |  | 3            | Rinky Hijikata       | 6            | 2            | 64           |  |
|  | WC          | Nicolás Mejía        | 4           | 6           | 2           |  |  | 6            | Aleksandar Kovacevic | 4            | 6            | 7            |  |
|  | 6           | Aleksandar Kovacevic | 6           | 4           | 6           |  |  |              |                      |              |              |              |  |

### Sezione 4
|  | Primo turno | Primo turno                 | Primo turno                 | Primo turno | Primo turno |  |  | Ultimo turno | Ultimo turno       | Ultimo turno | Ultimo turno | Ultimo turno |  |
|  |             |                             |                             |             |             |  |  |              |                    |              |              |              |  |
|  | 4           | Yoshihito Nishioka          | Yoshihito Nishioka          | 6           | 6           |  |  |              |                    |              |              |              |  |
|  | WC          | Alan Fernando Rubio Fierros | Alan Fernando Rubio Fierros | 2           | 1           |  |  | 4            | Yoshihito Nishioka | 2            | 6            | 0            |  |
|  |             | Michael Mmoh                | Michael Mmoh                | 4           |             |  |  |              | Michael Mmoh       | 6            | 1            | 6            |  |
|  | 7           | Thanasi Kokkinakis          | Thanasi Kokkinakis          | 1           | r           |  |  |              |                    |              |              |              |  |